# Орланду, Паулу
Паулу Роберту Орланду (порт. Paulo Roberto Orlando, 1 ноября 1985, Сан-Паулу, Бразилия) — бразильский бейсболист, аутфилдер клуба Мексиканской бейсбольной лиги «Теколотес де лос Дос-Ларедос». Первый бразилец, вышедший на поле в матче Мировой серии. Победитель Мировой серии 2015 года в составе клуба «Канзас-Сити Роялс». В составе национальной сборной Бразилии принимал участие в играх Мировой бейсбольной классики 2013 года.

## Биография

### Ранние годы
Паулу Орланду родился 1 ноября 1985 года в Сан-Паулу. Играть в бейсбол он начал в возрасте 12 лет. Попробовать себя в этом виде спорта ему предложил врач японского происхождения, работавший в больнице с его матерью. Также Орланду успешно занимался лёгкой атлетикой, бегал на 200 и 400 метров, был кандидатом в юниорскую олимпийскую сборную Бразилии. О профессиональной карьере в бейсболе Орланду не задумывался до 2005 года, когда его игра заинтересовала скаута клуба «Чикаго Уайт Сокс» Орландо Сантану.

### Карьера в младших лигах
С 2005 по 2008 год Орланду выступал за фарм-команды системы «Уайт Сокс». За первые два с половиной сезона профессиональной карьеры он украл 77 баз. Журнал Baseball America в 2008 году назвал его самым быстрым раннером и лучшим по игре в защите аутфилдером в системе клуба. Девятого августа 2008 года «Уайт Сокс» обменяли Орланду в «Канзас-Сити Роялс» на питчера Орасио Рамиреса. В течение следующих шести лет он выступал за дочерние команды «Роялс». В январе 2013 года он был включён в состав сборной Бразилии на игры Мировой бейсбольной классики. В сезоне 2014 года Орланду в составе «Омаха Сторм Чейзерс» стал победителем турнира Лиги Тихоокеанского побережья и национального чемпионата AAA-лиги. В играх регулярного чемпионата он отбивал с эффективностью 30,1 %, выбив 6 хоум-ранов, набрав 63 RBI и украв 34 базы. Летом он принял участие в Матче всех звёзд Лиги Тихоокеанского побережья. В ноябре Орланду был включён в расширенный состав «Канзас-Сити».

### Канзас-Сити Роялс
Десятого апреля 2015 года Орланду дебютировал за основной состав «Роялс». Тридцатого октября он вышел на замену в восьмом иннинге первого матча Мировой серии. До него в Главной лиге бейсбола сыграли бразильцы Ян Гомес и Андре Риензо, но Орланду стал первым представителем страны, вышедшим на поле в Мировой серии, а затем и выигравшим её. «Роялс» выиграли серию у «Нью-Йорк Метс» со счётом 4:1. В 2016 году он сыграл в 128 матчах регулярного чемпионата, отбивая с эффективностью 30,2 % и выбив 24 дабла. Сезон 2017 года Орланду начал стартовым правым аутфилдером команды, но после неудачного старта чемпионата его перевели в команду AAA-лиги. Затем он получил травму ноги, после чего главный тренер «Роялс» Нед Йост заявил, что игрок может получить шанс вернуться в основной состав только в сентябре. После возвращения в Главную лигу бейсбола он сыграл в 25 матчах, отбивая с показателем 25,6 %. В 2018 году Орланду появился на бите всего 90 раз и отбивал с показателем 16,7 %.

### Продолжение карьеры
В январе 2019 года Орланду в статусе свободного агента подписал контракт младшей лиги с «Лос-Анджелес Доджерс», также получив приглашение на предсезонные сборы команды. После старта чемпионата он был переведён в команду AAA-лиги «Оклахома-Сити Доджерс», за которую провёл 24 игры, отбивая с эффективностью 21,1 %. В мае «Доджерс» обменяли его в «Чикаго Уайт Сокс». После перехода он выступал в составе «Шарлотт Найтс». Суммарно в 2019 году Орланду сыграл 93 матча на уровне AAA-лиги, выбив 12 хоум-ранов и набрав 39 RBI. В марте 2020 года он подписал контракт с клубом независимой Атлантической лиги «Сомерсет Пэтриотс», но сезон сначала был отложен, а затем отменён из-за пандемии COVID-19. В июле 2020 года Орланду заключил соглашение на сезон 2021 года с клубом Мексиканской бейсбольной лиги «Теколотес де лос Дос-Ларедос».